# Un moment de silence
Pour plus de détails, voir Fiche technique et Distribution.
Un moment de silence est l'un des premiers films réalisé par Johan van der Keuken. Produit avec très peu de moyen, ce documentaire poétique d'une dizaine de minutes est caractéristique du style de ce cinéaste néerlandais, contemplatif et sensible.

## Synopsis
Au milieu du hurlement des sirènes et des klaxons, les passants et les véhicules s'entrecroisent sur l'une des places principales de la ville d'Amsterdam. Soudain chacun s'immobilise et semble respecter une minute de silence. Dans ce moment de silence, le cinéaste nous montre diverses facettes d'un paysage urbain presque irréel: des enfants jouent au milieu des conteneurs, des péniches manœuvrent dans les canaux, des ferrailleurs travaillent dans la vacarme des moteurs, un homme allume un feu au bord de l'eau, la musique rythme les mouvements des manèges de la fête foraine. La parenthèse se referme lorsque le moment de silence prend fin. Les passants et les véhicules reprennent leur route. Pour Johan van der Keuken ce Moment de silence est l'occasion de modifier pendant un court instant, le fil du temps et du récit.

## Fiche technique
- Titre original : Un moment de silence
- Réalisation : Johan van der Keuken
- Photographie et montage : Johan van der Keuken
- Pays :  Pays-Bas
- Genre : film documentaire
- Durée : 10 minutes
- Année de production : 1963

## Autour du film
Dans ce film court, le réalisateur Johan van der Keuken exprime les principaux traits qui font l'essence de son œuvre cinématographique: l’absence de récit et la confrontation entre le regard du cinéaste et la réalité. Dans un texte de 1969, il revient sur les recherches qui accompagnent ces premiers films: "Il ne s’agit pas de montrer qu’il y a ceci ou cela. Il s’agit de montrer comment c’est, comment c’est d’être dans un espace donné...Le film est plus une façon de placer les choses dans un contexte que de créer une histoire. Un renouveau de l’œil. Dès qu’un homme est filmé, il cesse d’être un homme pour devenir un morceau de fiction, de matériau filmé. Et pourtant, il continue d’exister. Cette double vérité est lourde de tension".